# スクルの文化的景観
スクルの文化的景観は、ナイジェリアにあるユネスコの世界遺産のひとつ。ナイジェリア北東部アダマワ高地のベヌエ川沿いにあるスクルの小集落は、古来製鉄がさかんで、製鉄所の遺構などがある。登録対象となったのは、この集落の7.644km2 である。
小集落全体は、自然の地形をうまく活かし、宗教的存在でもある首長 (Hidi) の宮殿を丘の上に仰ぎ、その眼下に段々畑が広がる景観を生み出している。ただし、その景観は20世紀初頭までは保持されたものの、1912年から10年にわたって近隣の部族に荒らされ、首長の宮殿も廃墟と化した。
ただ、今なお約15,000人が暮らすこの小集落には様々な遺跡が残り、彼らが長い間積み重ねてきた土地利用の様式や共同体の土着文化を伝えている。

## 登録基準
この世界遺産は世界遺産登録基準のうち、以下の条件を満たし、登録された（以下の基準は世界遺産センター公表の登録基準からの翻訳、引用である）。
- (3) 現存するまたは消滅した文化的伝統または文明の、唯一のまたは少なくとも稀な証拠。
- (5) ある文化（または複数の文化）を代表する伝統的集落、あるいは陸上ないし海上利用の際立った例。もしくは特に不可逆的な変化の中で存続が危ぶまれている人と環境の関わりあいの際立った例。
- (6) 顕著で普遍的な意義を有する出来事、現存する伝統、思想、信仰または芸術的、文学的作品と直接にまたは明白に関連するもの（この基準は他の基準と組み合わせて用いるのが望ましいと世界遺産委員会は考えている）。